# Thera kardakovi
Thera kardakovi är en fjärilsart som beskrevs av Krulikovski 1909. Thera kardakovi ingår i släktet Thera och familjen mätare. Inga underarter finns listade i Catalogue of Life.